# Saint-Paul-le-Gaultier
Saint-Paul-le-Gaultier település Franciaországban, Sarthe megyében. Lakosainak száma 276 fő (2022. január 1.). Saint-Paul-le-Gaultier Saint-Léonard-des-Bois, Sougé-le-Ganelon, Averton, Gesvres, Saint-Aubin-du-Désert, Saint-Mars-du-Désert és Saint-Georges-le-Gaultier községekkel határos.

## Népesség
A település népessége az elmúlt években az alábbi módon változott:
| Lakosok száma | 294  | 292  | 292  | 302  | 288  | 287  | 285  | 283  | 279  | 276  |
|               | 2013 | 2014 | 2015 | 2016 | 2017 | 2018 | 2019 | 2020 | 2021 | 2022 |